# Episodi di Falling Skies (seconda stagione)
La seconda stagione della serie televisiva Falling Skies, composta da dieci episodi, è stata trasmessa negli Stati Uniti per la prima volta dall'emittente via cavo TNT dal 17 giugno al 19 agosto 2012.
In Italia, la stagione è andata in onda in prima visione sul canale satellitare Fox dal 3 luglio al 21 agosto 2012.
| nº | Titolo originale               | Titolo italiano                  | Prima TV USA   | Prima TV Italia |
| -- | ------------------------------ | -------------------------------- | -------------- | --------------- |
| 1  | Worlds Apart                   | Mondi diversi                    | 17 giugno 2012 | 3 luglio 2012   |
| 2  | Shall We Gather at the River   | Ci riuniremo al fiume?           | 17 giugno 2012 | 3 luglio 2012   |
| 3  | Compass                        | La bussola                       | 24 giugno 2012 | 10 luglio 2012  |
| 4  | Young Bloods                   | Giovani vite                     | 1º luglio 2012 | 17 luglio 2012  |
| 5  | Love and Other Acts of Courage | Amore ed altri gesti di coraggio | 8 luglio 2012  | 24 luglio 2012  |
| 6  | Homecoming                     | Ritorno a casa                   | 15 luglio 2012 | 31 luglio 2012  |
| 7  | Molon Labe                     | Molon Labe                       | 22 luglio 2012 | 7 agosto 2012   |
| 8  | Death March                    | La marcia della morte            | 5 agosto 2012  | 14 agosto 2012  |
| 9  | The Price of Greatness         | Il prezzo della grandezza        | 12 agosto 2012 | 21 agosto 2012  |
| 10 | A More Perfect Union           | Un'unione sempre più perfetta    | 19 agosto 2012 | 21 agosto 2012  |

## Mondi diversi
- Titolo originale: Worlds Apart
- Diretto da: Greg Beeman
- Scritto da: Mark Verheiden

### Trama
Sono passati tre mesi da quando Tom Mason è salito a bordo dell'astronave aliena. La Seconda Massachusetts è ormai diventata nomade. Nella scena di apertura, un piccolo gruppo, parte della Seconda Massachusetts, guidato dal capitano Weaver, attacca un gruppo di skitter e mech che pattugliano le strade. Ben Mason, che era stato catturato dagli skitter mesi prima, da allora si è abituato a disprezzare gli extraterrestri. Weaver ordina al gruppo di cessare il fuoco e di conservare le munizioni. Ben, tuttavia, nota uno skitter ancora vivo, salta giù dal tetto da cui sta sparando e taglia la gola dell'alieno. Suo fratello Hal lo segue. Entrambi sentono un rumore e notano un altro skitter. Ben gli spara e assieme al fratello si avvicina per controllare. Solo a quel punto i due notano Tom Mason accanto allo skitter morto. Il proiettile ha trapassato l'alieno e ha ferito Tom. Il gruppo riporta così Tom nel loro campo e una volta lì Anne Glass e Lourdes lo operano. Mentre Tom è sotto ai ferri, compaiono flashback che riempiono le lacune della sua partenza di tre mesi. Nei flashback Tom è apparentemente torturato dagli alieni "supremi" mentre si trova sull'astronave. Più tardi, gli Espheni vogliono parlare con lui. Comunicando attraverso Karen, che una volta faceva parte della Seconda Massachusetts, gli alieni raccontano a Tom di una "Zona Neutrale", in cui i sopravvissuti possono vivere in pace, detenuti in un campo gestito da loro. Tom si rende presto conto che negoziare con i propri invasori è fuori questione e si rifiuta immediatamente. Attacca uno skitter nelle vicinanze e viene messo fuori combattimento durante il processo. Più tardi, Tom viene lasciato in un campo da qualche parte. Lì, scopre che anche altre persone sono prigioniere sull'astronave. Un mech uccide tutti i detenuti, tranne Tom, presumibilmente per raccontare agli umani ancora liberi ciò che ha visto.
Una volta libero,Tom inizia un viaggio verso Boston. Sulla sua strada incontra una ragazza, Teresa (Laine MacNeil) e la salva da dei rapitori. La madre di Teresa è stata uccisa, così Tom aiuta Teresa a seppellirla. Poi partono insieme sulla moto di Teresa. Più tardi, sentono colpi d'arma da fuoco e skitter. Teresa decide di partire e di andare in montagna. Tom invece, rimane per trovare altri sopravvissuti. Lì, trova uno skitter. Tom uccide lo skitter, si accorge che un cecchino sta per sparare e usa lo skitter morto come scudo contro i proiettili di Ben, che vede solo lo skitter. Alla fine del flashback, Tom si sveglia per trovare Anne al suo fianco. Lei gli dice che sapeva che tornava per i suoi figli. Lui le dice che è tornato anche per lei. Tom poi si riunisce con i suoi figli prima di salutare i membri della Seconda Massachusetts. Tutti appaiono felici di vederlo tranne John Pope che dice a Weaver di avere dei sospetti.
- Guest star: Brad Kelly (Lyle), Ryan Robbins (Tector Murphy), Laine MacNeil (Teresa), Mark Acheson (Jared), Kyra Zagorsky (Bonnie Garcia), Danny Wattley (Ox), D. Harlan Cutshall (Butterfield), Aaron Harrison (Jimmy Vegas), Keith Arbuthnot (Red Eye).
- Ascolti USA: telespettatori 4 461 000 – rating 18-49 anni 1,5%[3]

## Ci riuniremo al fiume?
- Titolo originale: Shall We Gather at the River
- Diretto da: Greg Beeman
- Scritto da: Bradley Thompson e David Weddle

### Trama
Anne opera la ferita di Tom, che guarisce e torna a combattere. Tuttavia non può fare a meno di ripensare alle torture ricevute sull'astronave. I trattamenti neuronali degli alieni agiscono sul sistema nervoso tramite droghe sintetiche, simili a quelle presenti sulla Terra, iniettate attraverso l'impianto. Nonostante Tom non abbia un impianto addosso, non può fare a meno di pensare che la propria mente sia stata alterata. La conferma avviene quando Tom ha improvvisamente una crisi contro il figlio maggiore. 
Anne, dunque, scopre che un parassita risiede all'interno dell'occhio di Tom, che viene correttamente estratto e rinchiuso in un vaso di vetro. Comunque, Tom non è sicuro di essersi liberato del controllo da parte degli alieni,così, chiede al capitano Weaver di essere immobilizzato, così da non creare problemi con la missione in corso. Ben, nel frattempo, perlustra la zona e scopre c'è un sentiero nel bosco che porta sulla collina, in una zona non sorvegliata dai mech. La squadra si organizza per attaccare da quella zona, Thai fa esplodere la base centrale, mentre i veicoli, che perdono il contatto con la propria base, fuggono. A questo punto il piccolo esercito riesce ad attraversare il ponte, facendolo esplodere proprio mentre la retroguardia aliena prova ad attaccarli dalla parte opposta del ponte; Tom che era rimasto indietro cade in acqua tutti lo credono morto quando risale dal fiume e si ricongiunge agli altri, tutti insieme proseguono il cammino.
- Guest star: Brad Kelly (Lyle), Danny Wattley (Ox), D. Harlan Cutshall (Butterfield), Aaron Harrison (Jimmy Vegas), Keith Arbuthnot (Red Eye).
- Ascolti USA: telespettatori 4 461 000 – rating 18-49 anni 1,5%[3]

## La bussola
- Titolo originale: Compass
- Diretto da: Michael Katleman
- Scritto da: Bryan Oh

### Trama
Pope cerca di allontanare Tom dalla seconda Massachusetts assieme alla squadra dei Berserker, tutti tranne Anthony, che come amico di Tom viene lasciato fuori per impedire che avverta il capitano. Ben e Jimmy, però intervengono e liberano Tom. Il capitano Weaver assegna Tom ai Berserker, così da poter controllare Pope. Contemporaneamente Jimmy e Ben tornano da una missione di ricognizione, individuano un gruppo di skitter e cercano di ucciderli con un lanciafiamme. Jimmy uccide degli skitter, ma il terzo (il capo squadra, lo stesso che custodiva Tom durante la sua prigionia) respinge con violenza il ragazzo contro un albero. Poi cerca di riprendere il controllo dell'impianto di Ben, che tuttavia è danneggiato. Lo skitter riesce solo a bloccare l'attacco del ragazzo, ma non a portarlo via con sé. Dopo la fuga dell'alieno, Ben torna in sé e soccorre Jimmy, trafitto nell'addome da un ramo sporgente: quando i ragazzi arrivano alla base le condizioni di Jimmy appaiono disperate. Weaver invia i Berserker a ripulire la zona, quando Tom ritrova la bussola di Jimmy e poco dopo sopraggiunge sul luogo una pattuglia di skitter con un mech. I Berserker si nascondono e mentre Pope dà l'ordine di attaccare, Tom dà un contrordine: i Berserker obbediscono a quest'ultimo, facendo infuriare Pope. Quando la squadra torna alla base, Tom dà la bussola a Ben dicendogli di ridarla all'amico morente, se per caso si fosse risvegliato.
Giunge un aereo con un comunicato: a Charleston si è formato un nuovo governo e nella città si rifugiano tutti i superstiti e le milizie di combattenti rimaste. Weaver non si fida ed impedisce al messaggero di ripartire, trattenendolo fino a decisione presa e spiegando che preferisce condurre la Seconda Massachusetts dalla parte opposta, sulle colline senza l'approvazione di Tom che, invece, preferisce inseguire la promessa di Charleston. Jimmy rimasto sempre privo di sensi, cede alla gravità della sua ferita e muore, tra lo sgomento e il dolore generale. Il capitano Weaver organizza il funerale e al tempo stesso ordina la mobilitazione della divisione. Quando la bussola di Jimmy sparisce e Tom nota che Pope la tiene al collo gli chiede di ridargliela in quanto non sua. Pope,però, si rifiuta sia di partire, sia di consegnare la bussola e accusa Ben di aver ucciso Jimmy con la sua azione sconsiderata ed impulsiva; tra i due scoppia una rissa e quando vengono divisi, Pope decide di andarsene ed Anthony lo segue. Si celebra il funerale di Jimmy e appena terminato si decide di lasciar andare il messaggero e di partire per Charleston. La puntata termina con Ben che viene sorpreso di nuovo dall'alieno con un occhio solo, mentre stava sulla tomba di Jimmy: l'alieno tenta ancora di dare ordini a Ben, poi scappa poco prima dell'arrivo di Hal.
- Guest star: Brad Kelly (Lyle), Caitlin Cromwell (madre), Ayden Chan Arnold (Sick Boy), Danny Wattley (Ox), D. Harlan Cutshall (Butterfield), Aaron Harrison (Jimmy Vegas), Keith Arbuthnot (Red Eye).

- Ascolti USA: telespettatori 3 807 000 – rating 18-49 anni 1,3%[4]

## Giovani vite
- Titolo originale: Young Bloods
- Diretto da: Miguel Sapochnik
- Scritto da: Heather V. Regnier

### Trama
Matt viene usato come esca per skitter da due membri dei Berserker. Quando Tom lo scopre, li punisce entrambi per aver messo a rischio la vita di suo figlio. Matt si sente come se suo padre lo avesse messo in imbarazzo di fronte alle persone da cui stava ottenendo rispetto per essere stato coraggioso. Mentre sono di pattuglia, Ben e Hal scoprono una struttura di sfruttamento degli alieni,ma finiscono per farsi rubare le moto. I ragazzi inseguono i ladri e scoprono che questi sono un gruppo di " ragazzi perduti" tra cui Diego (il leader del gruppo) e la sua fidanzata Jeanne, la figlia di Weaver. Ben e Hal offrono aiuti e ospitalità al giovane gruppo e Diego accetta. Diego, Jeanne e altri due ragazzi partono con Ben e Hal e raccolgono rifornimenti dalla Seconda Massachusetts, mentre Weaver e Jeanne si rivedono. Lourdes scopre da Diego che il Messico Settentrionale (dove vive la sua famiglia) è stato completamente distrutto. Jeanne ritorna con Diego e gli altri ragazzi con le scorte dopo aver promesso a Weaver di tornare a breve. Arrivati al nascondiglio dei giovani, trovano il posto saccheggiato e un solo ragazzo rimasto che è riuscito a nascondersi dagli alieni. Ritornano alla Seconda Massachusetts dove Diego e Weaver hanno problemi a sviluppare un piano insieme per liberare i giovani dalla struttura di sfruttamento dove sospettano che siano stati portati i prigionieri. Diego, Jeanne e gli altri giovani lasciano le loro biciclette dopo essere usciti dall'incontro, con l'intenzione di agire rapidamente per liberare i loro compagni. Tom scopre che Diego e gli altri giovani hanno preso Matt con loro e la Seconda Massachusetts invia una squadra di soccorso senza un piano preciso. Tutti loro irrompono nella struttura e assaltano la stanza degli impianti, salvando Jeanne e Matt appena in tempo. Hal vede Ben interagire con una delle creature che impiantano e nota che gli spuntoni dell'impianto di Ben si illuminano. Il gruppo distrugge la struttura nel miglior modo possibile e torna al campo. Jeanne parte con Diego dopo aver lasciato un biglietto per Weaver che gli ha fatto sapere che vuole aspettare l'invasione nascondendosi con Diego e gli altri ragazzi.
- Guest star: Billy Wickman (Boon), Evan Bird (Jonny), Connor Christopher Levins (Julian), Aaron Harrison (Jimmy Vegas).

- Ascolti USA: telespettatori 3 387 000 – rating 18-49 anni 1,2%[5]

## Amore ed altri gesti di coraggio
- Titolo originale: Love and Other Acts of Courage
- Diretto da: John Dahl
- Scritto da: Joe Weisberg

### Trama
L'episodio inizia con un gruppo di skitter che ulula al sorgere del sole in cima a un edificio. Presto vengono raggiunti da Ben che ulula con loro. Al quartier generale della Seconda Massachusetts, Hal rivela a Tom che gli spuntoni dell'impianto di Ben brillavano, ma fa promettere a suo padre di non costringere Ben a parlarne. Un'esplosione vicina mette tutti in allerta e Weaver manda Tom con altri per indagare. Il gruppo di Tom incontra i resti di uno scontro a fuoco con molti skitter morti, ma nessun segno di umani. Ancora più strano, si scopre che gli skitter sono stati uccisi da colpi di mech. Trovando strano che gli alieni si stiano attaccando a vicenda, Hal indaga tra le macerie e trova Rick. Non volendo rischiare, Weaver mette Rick sotto sorveglianza per farsi spiegare cosa è successo e dove si trova Ben. Manda anche Hal e i Berserker a cercare le medicine tanto necessarie. Maggie li conduce in un ospedale vicino risparmiato dagli alieni. È ben fornito e perfetto per preparare il campo per la prossima tappa del loro viaggio.
Nel frattempo Rick si risveglia e, mentre è disorientato, dice che Ben ha combattuto ed è là fuori gravemente ferito. Weaver chiede a Rick di accompagnarlo per trovare Ben che trovano in un edificio abbandonato a guardia dello skitter Occhio Rosso. Gli umani vogliono uccidere la creatura, specialmente Tom, dopo le torture subite proprio per mano di quello skitter. Attraverso Rick, lo skitter dice che torturare Tom è stato l'unico modo per tenerlo al sicuro e ha rilasciato Tom quando avrebbe potuto ucciderlo con gli altri membri della resistenza. Lo skitter crolla e Tom decide per ora di riportarlo alla base per avere altre informazioni. Mentre Anne lavora per mantenere in vita lo skitter, Tom è arrabbiato con suo figlio per aver nascosto il fatto che stava comunicando in segreto con gli skitter. È anche scettico nei confronti delle affermazioni di Ben di una resistenza sotterranea all'interno dei ranghi degli skitter. Ben sostiene che la tortura di Tom era l'unico modo in cui Occhio Rosso poteva mantenere il favore dei supremi ed essere in grado di muoversi intorno alla nave per raccogliere informazioni e trovare altri come lui senza destare sospetti. Tom viene informato da un soldato che lo skitter è sveglio e vuole parlare con lui. Nel frattempo Hal e gli altri si trovano sulla via di ritorno dall'ospedale quando incontrano una truppa di mech. Hal e Maggie si avvicinano un po', ma Hal è ancora scosso per la perdita di Karen nella prima stagione. Dopo aver mandato via gli altri per parlare con Occhio Rosso attraverso Rick, Tom chiede risposte. L'alieno gli promette risposte,ma dice che c'è poco tempo da quando c'è una squadra della morte sulla strada per eliminarlo.Tom è scettico nei confronti della resistenza degli skitter, nonostante le dichiarazioni dello skitter secondo cui la morte dei suoi "alleati" questa mattina dovrebbe essere una prova sufficiente. Occhio Rosso spiega che il pianeta natale degli skitter era un tempo molto simile alla Terra e vivevano in relativa pace fino a quando i supremi sono arrivati. Hanno devastato il loro pianeta e li hanno resi schiavi con l'impianto come stanno facendo ora con gli esseri umani sulla Terra. Tutto ciò è avvenuto cento anni fa. Con il passare del tempo,i supremi sono diventati senza scrupoli poiché gli impianti non erano così efficaci come una volta, consentendo ad alcuni skitter di mantenere il loro libero arbitrio e le loro identità individuali. Tuttavia questo non è mai accaduto in un numero abbastanza grande per una resistenza efficace in quanto i supremi uccidono chiunque abbia un impianto difettoso. La resistenza sembrava impossibile finché non sono venuti sulla Terra. Mentre i supremi pensano che l'umanità sia primitiva e selvaggia, gli skitter ammirano gli umani. Nonostante siano stati spinti in un angolo, infatti, gli uomini continuano a combattere e a sconfiggere gli invasori in modo inaspettato.
- Guest star: Daniyah Ysrayl (Rick Thompson), Brad Kelly (Lyle), Billy Wickman (Boon), D. Harlan Cutshall (Butterfield), Aaron Harrison (Jimmy Vegas), Keith Arbuthnot (Red Eye).

- Ascolti USA: telespettatori 3 635 000 – rating 18-49 anni 1,2%[6]

## Ritorno a casa
- Titolo originale: Homecoming
- Diretto da: Greg Beeman
- Scritto da: Bryan Oh

### Trama
Hal Mason e Maggie trovano per caso una fossa comune di ragazzi nudi durante una pattuglia di routine. Trovano un solo sopravvissuto tra i cadaveri che è Karen Nadler. Hal porta Karen nel campo d'ospedale della Seconda Massachusetts in modo che il dottor Glass possa curarla. Durante il recupero, Karen mostra una maggiore forza, udito oltre a un'agilità e velocità sovrumana. Manipola con astuzia Hal e Ben Mason, giocando sulle loro emozioni. Prende di mira l'affetto di Hal per lei e usa lo scetticismo di Ben contro Hal. Nel frattempo, l'infezione del capitano Daniel Weaver per il morso del parassita si diffonde in tutto il suo corpo; Tom e Anne discutono su come curarlo. Anne, infatti, vuole rimanere all'ospedale e tentare di curarlo, mentre Tom vuole portare Weaver a Charleston nella speranza di una cura. Ma Tom dà retta ad Anne quando Jamil Dexter lo informa che sono quasi senza carburante e non possono arrivare a Charleston. A mano a mano che le condizioni di Weaver peggiorano, Lourdes Delgado si rende conto che il corpo di Weaver sta diventando ipotermico e ipotizza che l'agente patogeno richieda una bassa temperatura per sopravvivere e replicarsi. Di conseguenza, Lourdes suggerisce un trattamento di ipertermia extracorporea dove pompano il sangue dal corpo di Weaver, lo scaldano a 40 gradi, lo raffreddano e restituiscono il sangue al corpo di Weaver nella speranza che il calore uccida l'agente patogeno. Tra le opzioni, Tom accetta l'intervento che Anne e Lourdes compiono con l'aiuto di Jamil. Nonostante una breve interruzione di corrente, Anne e Lourdes sono in grado di completare l'intervento su Weaver che sembra avere successo. Maggie parla con Karen, affermando che Karen sta manipolando i ragazzi e le ordina di andarsene immediatamente. Per contro, Karen offende Maggie, dicendole che non merita Hal e che non è nulla in confronto a lei. Prende anche di mira il passato di Maggie, dicendo che in realtà le piaceva essere usata dalla banda di John Pope per fare sesso piuttosto che odiarlo come sostiene lei. Maggie dice che Karen non la conosce e tenta di spararle. Karen disarma senza sforzo Maggie e la ferisce seriamente, lanciandola contro un muro. L'impatto con il muro apre i punti della ferita da arma da fuoco. Maggie è morente e sanguinante sul pavimento.
Karen cerca di andarsene con Ben. I due fuggono sul tetto e vengono affrontati da Hal. Karen mette i fratelli l'uno contro l'altro, affermando che Maggie ha cercato di ucciderla. Dice di essere spaventata dai pregiudizi della Seconda Massachusetts e sostiene di non essere capita.
Hal insiste sul fatto che entrambi tornino alla Seconda Massachusetts, tenendoli sotto tiro. Ben reagisce scusandosi e avvicinandosi ad Hal. E soffoca Hal con una morsa, mettendolo fuori combattimento. Ben e Karen saltano giù dal tetto illesi e scappano nel bosco. Tom è avvertito di Karen da John Pope. John Pope è rientrato nel gruppo dopo essere stato scoperto dai Berserker ed essere sopravvissuto a malapena a un attacco di skitter. John Pope descrive un incontro con un supremo e una ragazza impiantata e avverte Tom che quella ragazza è in grado di costringerti a dare le risposte che vuole. John Pope identifica la ragazza come Karen e afferma che l'incontro è avvenuto due giorni prima. Pope dice a Tom che i supremi li stavano cercando per trovare Ben e attraverso di lui le informazioni sulla ribellione degli skitter. Tom capisce che i suoi sospetti su Karen sono fondati e si precipita nella stanza di recupero, trovando Maggie sanguinante. Poi si precipita sul tetto, scopre Hal incosciente e guarda Ben fuggire nei boschi.
- Guest star: Brad Kelly (Lyle), Billy Wickman (Boon), D. Harlan Cutshall (Butterfield), Aaron Harrison (Jimmy Vegas).

- Ascolti USA: telespettatori 3 606 000 – rating 18-49 anni 1,2%[7]

## Molon Labe
- Titolo originale: Molon Labe
- Diretto da: Holly Dale
- Scritto da: Bradley Thompson e David Weddle

### Trama
L'episodio si svolge direttamente dopo gli eventi alla fine di "Ritorno a casa". Mentre Ben Mason e Karen Nadler stanno camminando nei boschi, Karen chiede a Ben dove la stia portando. Ben dice a Karen che sta cercando Occhio Rosso e la ribellione aliena. Karen chiede a Ben di come ha incontrato gli skitter ribelli e dove si trovano. Ben risponde a queste domande e Karen rivela che sta cercando Ben. La Seconda Massachusetts ha seguito Ben e Karen attraverso i boschi e attacca gli invasori alieni che stavano aiutando Karen. Durante lo scontro a fuoco, Karen scappa e Ben si ricongiunge alla sua famiglia. Tom termina lo scontro a fuoco catturando uno dei supremi. Il capitano Weaver riprende il controllo della Seconda Massachusetts, essendosi ripreso dalla sua infezione. Tom porta il supremo alla base e dice a Weaver che è il loro biglietto per uscire vivi dall'accerchiamento degli alieni. Weaver decide di mettere il supremo nella stessa area di detenzione dove precedentemente avevano tenuto Karen. Gli alieni assediano l'ospedale. Usando una tattica a tenaglia, gli alieni entrano di soppiatto dalla parte posteriore dell'ospedale, mentre usano i colpi di arma da fuoco come diversivo dal fronte. Weaver capisce la tattica e ordina a Tom di controllare il fianco. Tom trova un mech che irrompe dalla porta del garage. Il mech attacca e Tom disperatamente spara a una serie di bombole di ossigeno, distruggendo il mech,ma inavvertitamente abbattendo il tetto intorno a Lourdes, Matt e il Dottor Glass. Karen tenta di negoziare, alzando una bandiera bianca e chiamando Tom. Tom è accompagnato da Hal. Karen dice loro che se rinunceranno al supremo saranno lasciati andare. Tom rifiuta, credendo che gli alieni li uccideranno tutti comunque. Hal è insensibile e sprezzante nei confronti di Karen. La trattativa è in un vicolo cieco, così Tom e Hal tornano alla Seconda Massachusetts . Weaver avverte Tom che deve fare una scelta difficile perché non possono più proteggere Ben. Tom si rifiuta di sacrificare uno dei suoi figli. All'interno dell'ospedale, gli avvenimenti sono frenetici. Ben affronta Tom, affermando di voler andarsene quando la Seconda Massachusetts è fuori dai guai, che tutta questa faccenda è colpa sua, che ha commesso un errore ed è una sua responsabilità. Tom si rifiuta di accettarlo, affermando che non crede che sia colpa sua e che suo figlio appartiene a lui. I due iniziano a discutere sul perché sia necessario o non necessario, ma sono obbligati a interrompere la discussione. Nel frattempo Lourdes, il dottor Glass e Matt inciampano su Jamil che è ferito e sanguina a causa di ferite multiple, si aggrappa debolmente alla maniglia della porta e urla contro di loro per non farli avvicinare. Lourdes si precipita al suo fianco e tenta di aiutarlo. Jamil ammette il suo amore per lei e scopre che Lourdes ricambia. Matt sente qualcosa dietro la porta e va ad aprire. Jamil gli grida di non farlo. Maggie e Hal stanno perlustrando l'ospedale per vedere se c'è una via d'uscita alternativa. Hal tenta di aprire una porta bloccata. Maggie chiede se Hal ama ancora Karen. Hal dice che non la ama più, ma pensa a lei tutto il tempo. Dice che se solo potesse farla tacere si sentirebbe meglio. Maggie afferra Hal e lo bacia appassionatamente. Hal le chiede cosa le è successo; Maggie gli dice che ha cambiato idea. Hal apre la porta solo per trovare centinaia di creature simili a ragni che strisciano attraverso la porta. E chiude la porta appena in tempo per fermarli tutti tranne uno. Hal lo uccide con il calcio del suo fucile. Lourdes, il dottor Glass e Matt osservano con orrore le stesse creature simili a ragni che iniziano ad emergere dalla bocca di Jamil e tentano di attaccarli. Il dottor Glass ordina una ritirata,ma deve allontanare Lourdes con la forza perché non voleva abbandonare Jamil. Il dottor Glass dice che non c'è niente che possano fare. Si chiudono nel laboratorio dei prelievi di sangue. Lourdes è così traumatizzata dalla morte di Jamil che ha quasi rinunciato a vivere. Matt ha l'idea di strisciare attraverso la presa d'aria per chiedere aiuto. Il dottor Glass costruisce un lanciafiamme usando bombole di ossigeno, costringendo Lourdes ad aiutare nonostante sia caduta in depressione. Karen chiama il capitano Weaver in prima linea. E dà agli umani un messaggio rapido e spietato, ordinando a un mech di sparare a Boon, un soldato catturato della Seconda Massachusetts, uccidendolo. Lei avverte che ci saranno altri morti se non risponderanno e il loro tempo sta per scadere. Nell'ospedale, Tom si chiede dove siano il dottor Glass e gli altri. Gli viene detto che sono andati nel seminterrato per cercare provviste.
- Guest star: Brad Kelly (Lyle), Billy Wickman (Boon), D. Harlan Cutshall (Butterfield), Aaron Harrison (Jimmy Vegas).

- Ascolti USA: telespettatori 3 449 000 – rating 18-49 anni 1,2%[8]

## La marcia della morte
- Titolo originale: Death March
- Diretto da: Seith Mann
- Scritto da: Heather V. Regnier

### Trama
Mentre il convoglio prosegue il suo viaggio verso Charleston, Tom ricorda a Ben di lasciare il gruppo. Matt fa appello a un testamento che ha appena scritto, assicurandogli che nessuno morirà, Tom consola il ragazzo dicendogli che presto arriveranno a destinazione. Nel frattempo, davanti al convoglio, Tector cavalca con Weaver. In un camion di esplorazione in avanscoperta, Hal cerca di dimostrare che può essere la persona giusta per Maggie, che lo rimprovera allegramente mentre respinge l'umorismo cinico di John Pope dal pianale del veicolo. Nel frattempo, Weaver vede attraverso la semplice facciata del ragazzo di campagna di Tector e capisce che Tector è stato nell'esercito, e mentre spiega perché ciò danneggerebbe la loro fiducia, qualcosa si tuffa sul sentiero del camion. Il convoglio si ferma per scoprire di aver colpito una piccola ragazza impiantata; l'urto ha apparentemente disattivato l'impianto. Per fortuna, è solo incosciente mentre il gruppo accetta, riluttante,di accoglierla. Proprio in quel momento, la bambina si sveglia e chiede del fratello Tyler, anche se nessuno sa cosa voglia dire. Più avanti, il camion di Hal e Maggie inizia a surriscaldarsi e John Pope li indirizza verso un fiume vicino. Tom si domanda perché la piccola ragazza stia lentamente mutando e cosa farà il mondo con i milioni di bambini impiantati se gli skitter dovessero mai lasciare il pianeta, ma Anne lo rassicura, dicendogli che troveranno una soluzione. Matt fa una visita alla bambina impiantata, che si chiama Jenny, che ora è molto affamata dopo tanto tempo trascorso impiantata.
Nel frattempo il camion di Hal e Maggie si ferma e John Pope ispeziona il motore per scoprire che il tubo del radiatore ha una perdita. Dopo aver mandato Hal a recuperare l'acqua, John Pope interroga severamente Maggie su ciò che ha intenzione di dire ad Hal del suo passato oscuro. Lei replica, dicendo che non è il caso di dire nulla, ma John Pope la sfida a dire la verità. Nel frattempo, al convoglio, Matt dice alla ragazza i loro piani per andare a Charleston, nonostante la sua inquietante insistenza sul fatto che adora il suo skitter "guardiano" e che le manca suo "fratello". Matt la prega di venire a Charleston con loro, in modo che anche loro possano essere una famiglia, e lei dice "forse". Proprio in quel momento, sente la presenza di suo fratello Tyler, e si vede un mostro squamoso aggrappato al bus. La creatura scompare presto e il gruppo accetta di continuare a muoversi. Tornato sulla strada, Maggie sembra distante e l'insistenza di Hal la porta finalmente a raccontare la sua storia. Maggie era in ospedale qualche anno fa, ma dopo è diventata eroinomane. Quando è stata catturata e mandata in prigione, ha scoperto di essere incinta di 3 mesi. Ha portato la gravidanza a termine, ma non ha mai visto il bambino. Dopo il racconto, il gruppo decide la strada migliore per andare a Charleston, ma improvvisamente "Tyler" appare ancora una volta alla ricerca di sua sorella Jenny. L'impianto di Jenny si riattiva, e lei rompe facilmente le sue catene, e sopraffà chiunque trovi sulla sua strada, fuggendo nel bosco. Quando arriva anche Matt, Tom consola suo figlio assicurandogli che Ben, a differenza di Jenny, non li abbandonerà definitivamente per gli skitter. In fondo al corridoio, Lourdes rimprovera Anne quando la paziente che stava curando muore sul tavolo. Hal e Maggie pensano di dover raggiungere presto il resto del convoglio quando all'improvviso il loro camion è circondato da luci accecanti. Tornato dalla Seconda Massachusetts, Tector va subito da Weaver e gli dice che non vuole andare a Charleston e di aver fallito come marine, lasciando cadere la sua squadra in un'imboscata e non riuscendo a proteggere Boone l'altra settimana. Weaver gli assicura che la morte di Boone non è stata colpa sua, mentre Tector frena all'improvviso: il convoglio è arrivato a Charleston che però è distrutta. La Seconda Massachusetts fissa le rovine della città e i loro sogni in lacrime. Dopo aver visto la desolazione di Charleston, Tom perde la speranza mentre Anne fa del suo meglio per confortarlo. Spronato da Tector, Weaver fa un discorso su dove andrà la Seconda Massachusetts e di come costruirà la società che si aspettavano di trovare a Charleston. Mentre il convoglio si prepara ad andare via, si sente un rumore nei boschi e vengono fuori i soldati del primo esercito continentale. A sorpresa di Weaver e Tom, i soldati sono guidati dal colonnello Jim Porter, l'ex capo della Milizia del Massachusetts che si credeva morto prima del primo assalto a Boston. Porter dà a Weaver delle fragole vere e dice a Tom che ora c'è una leggenda che sta costruendo intorno a lui. Porter rivela che è venuto da Charleston, il che è più rassicurante di quanto sembri. Arrivano anche Hal, Maggie e Pope, dopo essersi imbattuti nella pattuglia di Porter mentre cercavano di raggiungere la Seconda Massachusetts. La famiglia Mason riunita spera di rivedere Ben e si prepara per andare finalmente a Charleston.
- Guest star: Olivia Steele Falconer (Jenny), D. Harlan Cutshall (Butterfield), Aaron Harrison (Jimmy Vegas), Edwin Rodriguez (Uomo ferito).

- Ascolti USA: telespettatori 3 341 000 – rating 18-49 anni 1,3%[9]

## Il prezzo della grandezza
- Titolo originale: The Price of Greatness
- Diretto da: Adam Kane
- Scritto da: Mark Verheiden

### Trama
L'episodio riprende dopo che il colonnello Porter saluta la Seconda Massachusetts quando trova le rovine di Charleston, nella Carolina del sud. Il colonnello conduce la Seconda Massachusetts in un centro commerciale abbandonato e spiega a tutti che la città di Charleston non è mai stata attaccata perché i supremi pensano che tutti i suoi abitanti siano morti. Porter chiede anche a Tom di dirgli di più sul suo incontro con il supremo. E porta tutti in un ampio seminterrato dove la Seconda Massachusetts ammira un grande atrio con un tavolo da buffet e gente dappertutto. Nonostante la loro incredulità, Porter offre loro di venire con lui. Mentre camminano su una scala mobile rotta, i sopravvissuti della Seconda Massachusetts ricevono applausi al loro arrivo. Tom offre la sua mano ad Anne ed entrambi camminano verso il cibo. Jeanne saluta Weaver e lui la abbraccia. Tector e Weaver si salutano. Dopo un pasto, Tom incontra il suo mentore e professore Arthur Manchester. Dopo essersi presentato a Tom ed Anne, Arthur e Tom parlano tra loro e ricordano cosa è successo dopo l'invasione. Arthur dà a Tom un libro che ha scritto lui stesso, annuncia che vuole guidare il nuovo governo a Charleston e chiede il sostegno di Tom. Poco dopo, scoppia una sommossa minore a causa dell'esercito continentale che chiede alla Seconda Massachusetts di rinunciare alle loro armi. I membri della Seconda Massachusetts gridano in segno di protesta finché Tom e Weaver non ordinano loro di consegnare le armi. Intanto, Anne va in infermeria, dove lei e Lourdes scoprono le risorse mediche a disposizione della città. Nonostante la sua disponibilità ad aiutare i pazienti, Anne viene rifiutata perché è una pediatra. Riferisce a Tom che la gente sembra troppo a suo agio a Charleston. Jeanne e Weaver si riconciliano e Weaver le chiede dove sono Diego e il resto dei suoi amici. Jeanne spiega di essersi separata da Diego e dagli altri per sfuggire a una squadra di mech, di volerli ritrovare e, soprattutto, di voler intervenire al dibattito organizzato da Arthur Manchester.
- Guest star: Brad Kelly (Lyle), Brad Dryborough (dottore), Cainan Wiebe (Marshall), D. Harlan Cutshall (Butterfield), Aaron Harrison (Jimmy Vegas).

- Ascolti USA: telespettatori 3 463 000 – rating 18-49 anni 1,3%[10]

## Un'unione sempre più perfetta
- Titolo originale: A More Perfect Union
- Diretto da: Greg Beeman
- Scritto da: Remi Aubuchon, Bradley Thompson e David Weddle

### Trama
Dopo aver rovesciato Arthur Manchester e assunto il controllo di Charleston, il generale Bressler dice a Tom che è ora di incontrare gli skitter ribelli. Tom si rifiuta, affermando di non volere un governo basato sulla forza. Bressler respinge le affermazioni di Tom e ordina che la Seconda Massachusetts venga arrestata, ma proprio in quel momento gli allarmi in prossimità della città si attivano. Gli skitter ribelli sono venuti in città per incontrare gli umani insieme a Ben. Bressler ordina ai soldati di sparare agli skitter, ma prima che possa dare il comando, Tom, insieme a molti altri della Seconda Massachusetts e ai cittadini di Charleston, si mette di fronte ai soldati, proteggendo gli skitter ribelli. Sotto costrizione, Bressler ritira l'ordine di fare fuoco. Occhio Rosso (parlando attraverso Ben) presenta nuovi skitter ribelli agli umani, rivelando che l'alieno prima prigioniero della Seconda Massachusetts è il supremo al comando delle operazioni militari sulla costa orientale; se questo muore, le operazioni militari degli invasori saranno completamente scoordinate in questa regione . Prosegue il discorso, dicendo che la ragione per cui un individuo ha così tanto potere è perché i supremi (o Espheni, come vengono chiamati) possiedono un intelletto che consente loro di immagazzinare ed elaborare informazioni ad un tasso astronomico, evitando computer e altri dispositivi. Occhio Rosso afferma anche che questo supremo sta supervisionando la creazione di una nuova arma che sta per essere completata e che ora è il momento di agire. Il generale respinge le informazioni e ordina di arrestare Tom e Weaver.
Weaver convince Bressler a seguire le informazioni degli skitter ribelli ma questi cospira per uccidere gli skitter ribelli e ordina alle sue truppe di organizzarsi per un attacco. Nell'ospedale Anne improvvisamente si sente male e vomita; Lourdes le chiede se ha detto a Tom di essere incinta e Anne le dice di no: ha intenzione di dirglielo dopo questa missione. Hal, uscendo furtivamente dal complesso, trova Ben in un luogo vicino. Hal riconosce Ben, gli parla e si scusa con lui per tutto quello che gli ha fatto o detto. Ben accetta le sue scuse. Hal chiede a Ben di tornare a casa, ma Ben dice che è già a casa con gli skitter. Hal, frustrato dalle parole di Ben, lo abbraccia e se ne va.
Nel frattempo, Tom parla ad Arthur Manchester, ammette che ha buone intenzioni e che non "pensa con il suo fucile" come fa Bressler, ma dice anche che deve dare la priorità alla lotta per creare un'utopia ad ogni costo. Più tardi, Ben si precipita dalla Seconda Massachusetts, ferito superficialmente, riferendo che gli skitter ribelli sono sotto attacco. Tom e la Seconda Massachusetts escono dal loro campo e trovano cadaveri skitter e bossoli di armi umane. La tensione sale, dato che Bressler simula in modo poco convincente di essere all'oscuro di ciò che è accaduto, sostenendo che non si possono aspettare che le persone- dopo aver sofferto così tanto per colpa degli skitter- non facciano loro del male . Bressler rivela anche che suo figlio è stato ucciso da uno skitter proprio davanti a lui, ritira la missione pianificata e ordina a tutti di rientrare. Imperterriti, Tom e Weaver annunciano che hanno intenzione di agire con o senza il suo aiuto. Bressler dice loro che è un suicidio, ma accetta di lasciarli andare comunque. Tom, Maggie, Anne, Weaver, Ben, Dai e Hal si riuniscono e partono insieme ai Berserker che Tector ha raggiunto e riunito. I volontari della Seconda Massachusetts si avvicinano di soppiatto ad un'entrata della struttura, mentre i Berserker perlustrano un'altra zona; Ben conduce i volontari direttamente nella struttura e nota che l'arma - che è puntata verso il cielo - non è destinata all'uso contro l'umanità, ma contro qualcos'altro. Poco dopo l'infiltrazione della struttura e l'installazione delle cariche esplosive, il gruppo subisce un'imboscata da parte di una grande forza di skitter. Dai viene ucciso nella mischia, Hal e Maggie vengono subito catturati, mentre Tom si arrende quando vede gli skitter catturare anche Anne e Ben. Karen entra nella stanza e, usando la sua telepatia, lega il gruppo all'interno dei fili dell'arma. Karen chiede a Tom come ha appreso la posizione esatta dell'arma. Tom si rifiuta, sostenendo che la ribellione ha chiaramente scosso la fiducia dei supremi. Per tutta risposta Karen inizia la sua tortura sui prigionieri, mentre viene sorvegliata dal supremo che il gruppo stava cercando di assassinare. Dopo aver torturato Tom con un electro-staff, Karen si rivolge ad Hal e gli ammette che ha aspettato molto tempo prima di fare qualcosa. Karen si impone su Hal e lo bacia appassionatamente. Dopo essere stato rilasciato, Hal cade in stato di incoscienza. Dopo aver torturato ripetutamente il capitano Weaver, Karen passa ad Anne che è spaventata. Si ferma, intuendo che Anne è incinta del figlio di Tom e lo annuncia a tutti prima di iniziare a torturarla. Tom cede alla parole di Karen, dicendo che le dirà cosa ha bisogno di sapere. All'improvviso, gli skitter ribelli seguiti dai berserker attaccano la struttura e le guardie di Karen. La concentrazione di Karen viene meno, il gruppo si ritrova libero e si unisce agli skitter ribelli nel combattimento. Occhio Rosso salta direttamente sul suo ex padrone e tenta di ucciderlo; tuttavia, viene sopraffatto e ferito mortalmente da un'arma da taglio che scaturisce dal braccio del supremo. Afferrando l'electro-staff di Karen, Tom attacca il supremo e lo colpisce ripetutamente in testa, uccidendolo. Karen fugge, scalando il muro della sovrastruttura come uno skitter. Occhio Rosso afferra la mano di Tom e gli dice attraverso Ben di continuare a combattere prima di soccombere alla sua ferita. Dopo aver raccolto i corpi di Hal e Dai, la Seconda Massachusetts e gli skitter ribelli se ne vanno. Da una scogliera vicina, fanno detonare gli esplosivi e distruggono l'arma.
La Seconda Massachusetts ritorna a ricevere l'accoglienza degli eroi a Charleston, anche da parte del generale Bressler. Weaver lamenta la perdita di Dai al colonnello Porter, mentre Anne - perplessa dalla condizione di coma di Hal - decide di aspettare e vedere se si riprenderà. Matt si precipita a salutare Ben, che dice di poter rimanere con la sua famiglia per un po'; Weaver e sua figlia Jeanne si abbracciano. Tom e Arthur fanno ammenda, con Arthur che rivela tristemente che Bressler ha ripristinato il controllo civile a condizione che qualcuno non sia il capo della maggioranza. Tom si scusa, ma rifiuta la sua offerta, ragionando sul fatto che lui e la Seconda Massachusetts devono cogliere le loro possibilità al di fuori, dove è la lotta. Hal riprende conoscenza nella sua stanza. Mentre si esamina allo specchio, un parassita bio-meccanico - identico a quello impiantato a Tom - striscia fuori dai suoi occhi ed entra in un orecchio; il parassita, probabilmente, lo ha impiantato Karen quando lo ha baciato. Poi Hal inizia a sorridere in modo molto inquietante prima di passare a una faccia fredda e calcolatrice e spegnere le luci. Mentre Tom e Weaver discutono su cosa riservi il futuro, tutto inizia a tremare e rimbombare per un'enorme tempesta che si scatena fuori. Il gruppo esce per vedere cosa sta succedendo ed assiste a decine di astronavi che piovono sulla Terra. Un alieno pesantemente corazzato esce da un'astronave, ritrae la visiera e sorride.
- Guest star: Brad Kelly (Lyle), Cainan Wiebe (Marshall), D. Harlan Cutshall (Butterfield), Aaron Harrison (Jimmy Vegas), Keith Arbuthnot (Red Eye), Doug Jones (Cochise), Shannon R. (Heddy).

- Ascolti USA: telespettatori 3 842 000 – rating 18-49 anni 1,4%[11]